# Almrich
Almrich, ehemaliger Gemeindename Altenburg (Saale), ist ein Stadtteil von Naumburg (Saale) und liegt im Burgenlandkreis in Sachsen-Anhalt.

## Lage
Almrich liegt etwa 3 km westlich vor Naumburg und südöstlich der Saale. Zum Ort gehört die links der Saale gelegene Flur der Wüstung Tauschwitz.

## Geschichte

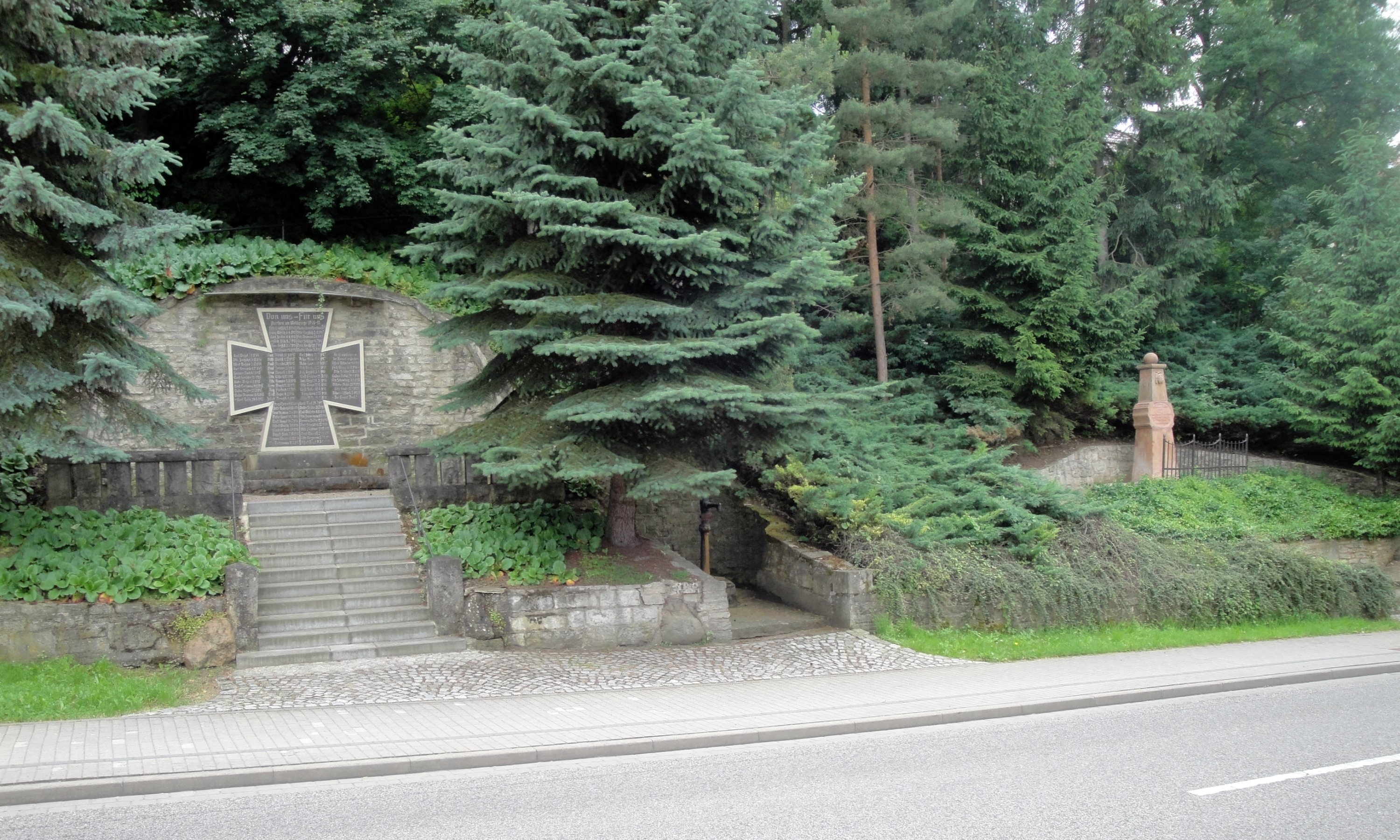
Kriegsdenkmäler in Almrich

Altenburg an der Saale wurde ca. 1140 eindeutig in Verbindung mit dem bischöflichen Ministerialen Heinrich de Aldenburc urkundlich erwähnt. Der ursprüngliche Ortsname „Altenburg“ leitet sich von einer im 12. Jahrhundert aufgegebenen Burg ab. Die volkstümliche Bezeichnung „Almrich“ hat sich in der Neuzeit als offizieller Ortsname eingebürgert.
Im Jahr 1352 übertrug der Landgraf von Thüringen und Markgraf von Meißen, Friedrich III., dem Kloster Pforta die Blutgerichtsbarkeit sowie die Gerichte über Hals und Hand über Flemmingen und Altenburg. Dies führte zu einer immer größeren Abhängigkeit der beiden Dörfer von der Zisterzienserabtei Pforta. Hinsichtlich der landesherrlichen Hoheit gehörten beide Orte zunächst ins Kreisamt Eisenberg, welches bei der Leipziger Teilung 1485 an die Ernestiner, bei der Wittenberger Kapitulation 1547 an die Albertiner kam. Als das Kreisamt Eisenberg im Naumburger Vertrag 1554 wieder an die Ernestiner abgetreten wurde, trennte man die beiden Orte von diesem ab und unterstellte sie dem kursächsischen Amt Freyburg, von dem sie jedoch territorial getrennt lagen. Die Gerichtsbarkeit über die beiden Orte lag nach der Auflösung des Klosters Pforta seit 1543 jedoch beim albertinischen, ab 1547 zum Kurfürstentum Sachsen gehörigen Amt Pforta. Nach dem Dreißigjährigen Krieg wurden 1650 nur noch 116 Einwohner auf 32 Gehöften gezählt.
Durch die Beschlüsse des Wiener Kongresses kam Altenburg (Almrich) 1815 zu Preußen und wurde 1816 dem Landkreis Naumburg im Regierungsbezirk Merseburg der Provinz Sachsen zugeteilt, zu dem der Ort bis zur Auflösung des Kreises 1932 gehörte.
Südwestlich des Stadtteils steht auf dem Burgscheidel ein Bismarckturm. Dieser 14 m hohe Aussichtsturm wurde 1902 aus Kalkbruchsteinen errichtet und bald durch eine Ausflugsgaststätte ergänzt. Nachdem er 1945 in Burgscheidelturm umbenannt worden war, erhielt er nach der Wende 1991 wieder den früheren Namen Bismarckturm. 1992 erfolgte eine Sanierung des Turms, der nun als Ergänzung zum benachbarten Hotel eine Hochzeitssuite, die sogenannte Bismarck-Suite erhielt.
Am 20. Juli 1950 erfolgte die Eingemeindung der Gemeinde Altenburg nach Naumburg.

## Religion

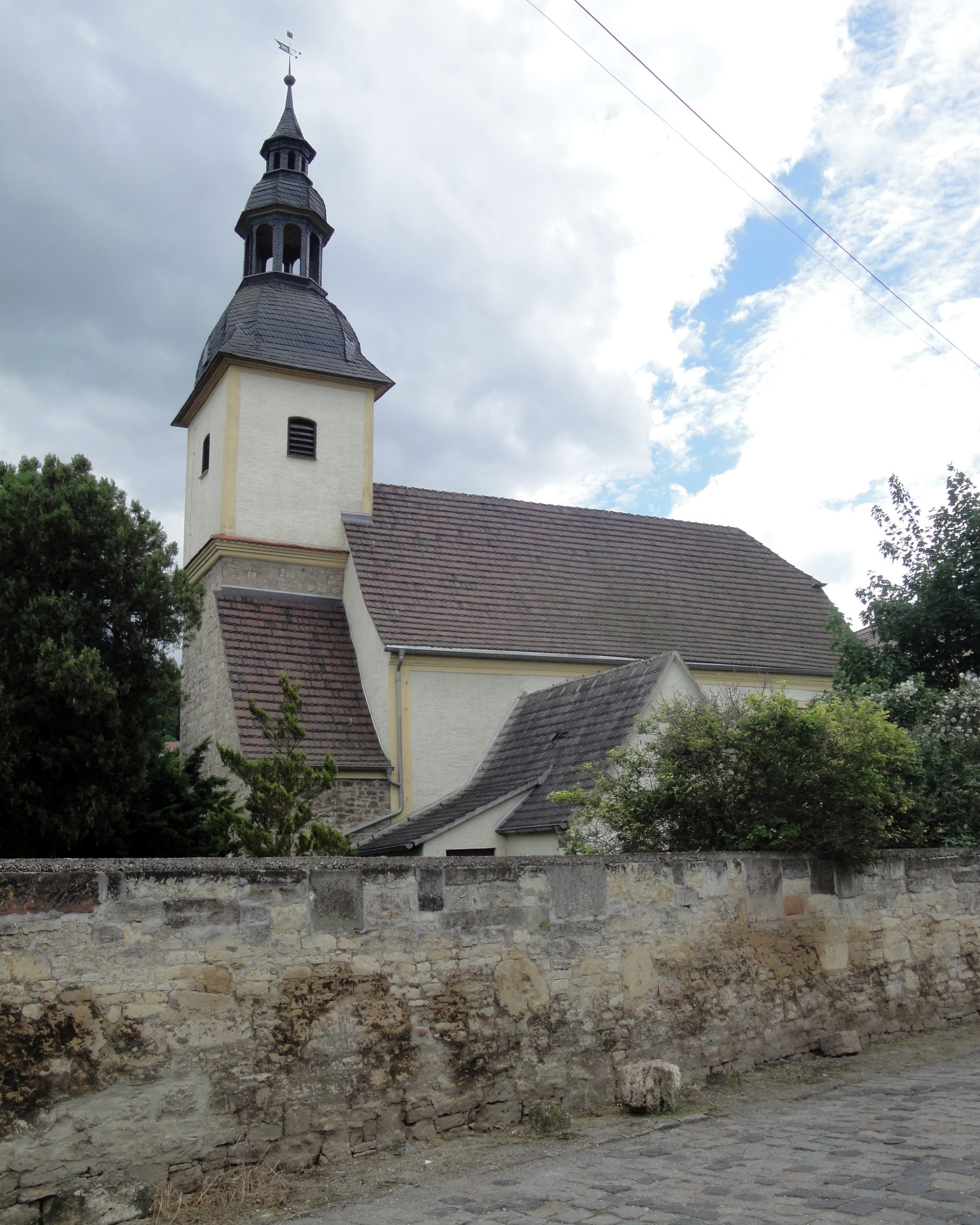
Kirche St. Georg in Almrich

1278 erfolgte die erste schriftliche Erwähnung einer Kirche an der heutigen Stelle von Almrich. Im Jahre 1592 wurden die Orte Flemmingen und Altenburg (Almrich) zu einer Parochie vereint. Bis zum Jahr 1852 gehörten diese zur Parochie Eckartsberga. 1739 erfolgte der Neubau des Kirchenschiffes und des Glockenturmes der Altenburger Kirche. Durch umfassende Instandsetzungen an der Kirche in den Jahren 1898 und 1997/98 präsentiert sich das Gebäude heute als schlichte Barockkirche mit zwei Glocken aus den Jahren 1786 und 1925. Der Friedhof am Ortsrand wurde 1887 errichtet.

## Bildung
1820/25 erfolgte der Bau eines Schul- und Küsterhauses neben der Kirche, das 1854 erweitert wurde. Der zwischen 1880 und 1885 errichtete Erweiterungsbau auf der gegenüberliegenden Straßenseite wurde 1902 durch einen weiteren Neubau im hinteren Bereich des Schulhofes ergänzt.
Zur Verbesserung der Unterrichtsbedingungen wurde in den 1970er Jahren an der Schweinsbrücke außerhalb des eigentlichen Ortsteils ein Ersatzbau errichtet. Dieser wurde 1977 unter dem Namen Wilhelm Pieck eröffnet, sein Name wurde Anfang der 1990er Jahre in „Albert-Schweitzer-Schule“ geändert. Seit dieser Zeit werden im Gebäude sowohl Grundschüler als auch Schüler der Sekundarstufe 1 und 2 unterrichtet.

## Verkehr
Durch den Ort verlief früher die Via Regia, deren Verlauf in diesem Abschnitt in der Neuzeit die Bundesstraße 87 aufgreift.
Nach dem Bau der Saalebrücke im Jahr 1894/95 endete die Zeit der Saalequerung mittels Fähre oder Furt. Nach der Sprengung diese Bauwerks durch die Wehrmacht am 11. April 1945 erfolgte der Ersatzneubau erst 1947. Dieser musste 1965 grundhaft erneuert werden, wurde aber im Winter 1962/63 durch starken Eisgang erneut beschädigt. Die 1964 errichtete Holzbrücke musste 1976 wegen Baufälligkeit erneut abgerissen werden. Die neue Brücke war jedoch nur 30 Jahre im Einsatz. 2005 wurde ein Neubau der Saalebrücke für den Verkehr freigegeben, welcher am 21. Juli 2006 den Namen „Brücke der Zukunft“ erhielt.
Die Schweinsbrücke markierte einst die Grenze zwischen Naumburg und Almrich und nach Heinrich Laube sogar zu Thüringen.

## Persönlichkeiten
- Christian Lange (1585–1657), lutherischer Theologe und Hochschullehrer; geboren in Almrich
- Der Porträtmaler Gustav Adolf Schultze (1825–1897) verstarb in Almrich.
- Friedrich Hagemann (1832–1894), Verwaltungsjurist; geboren in Altenburg
- Sein Sohn Paul Schultze-Naumburg, eigentlich Paul Eduard Schultze, wurde hier am 10. Juni 1869 geboren.
- Achim Ernst Brembach (1936–2018)[10]